# Trenewan
Trenewan – wieś w Anglii, w Kornwalii. Leży 74 km na wschód od miasta Penzance i 337 km na zachód od Londynu.